# Sphaerodactylus gilvitorques
Sphaerodactylus gilvitorques — вид геконоподібних ящірок родини Sphaerodactylidae. Ендемік Ямайки.

## Поширення і екологія
Sphaerodactylus gilvitorques відомі за типовим зразком, зібраним на Ямайці у XIX столітті.